# Esgrima als Jocs Olímpics d'estiu de 1920 - floret individual masculí
La competició de floret individual masculí va ser una de les sis proves del programa d'esgrima que es van disputar als Jocs Olímpics d'Anvers de 1920. La prova es va disputar entre el 17 i el 18 d'agost de 1920, amb la participació de 56 tiradors procedents de 10 nacions diferents.

## Medallistes
| Or              | Plata                  | Bronze             |
| Nedo Nadi (ITA) | Philippe Cattiau (FRA) | Roger Ducret (FRA) |

## Resultats

### Primera eliminatòria
Es disputen 8 sèries. Els tres primers de cadascuna passen a semifinals.
| Pos. | Tirador            | Nació         | V | D |
| ---- | ------------------ | ------------- | - | - |
| 1    | André Labatut      | França        | 6 | 0 |
| 2    | Jean Verbrugghe    | Bèlgica       | 5 | 1 |
| 3    | Einar Levison      | Dinamarca     | 4 | 2 |
| 4    | Henry Breckinridge | Estats Units  | 2 | 4 |
| 4    | Wouter Brouwer     | Països Baixos | 2 | 4 |
| 4    | Rodolfo Terlizzi   | Itàlia        | 2 | 4 |
| 7    | Cecil Kershaw      | Regne Unit    | 0 | 6 |

| Pos. | Tirador            | Nació          | V | D |
| ---- | ------------------ | -------------- | - | - |
| 1    | Nedo Nadi          | Itàlia         | 7 | 1 |
| 2    | Georges Trombert   | França         | 7 | 1 |
| 3    | Viliam Tvrzský     | Txecoslovàquia | 6 | 2 |
| 4    | Salomon Zeldenrust | Països Baixos  | 5 | 3 |
| 5    | Millard Bloomer    | Estats Units   | 4 | 4 |
| 6    | Charles Pape       | Bèlgica        | 3 | 5 |
| 7    | Evan James         | Regne Unit     | 2 | 6 |
| 7    | Gustaf Lindblom    | Suècia         | 2 | 6 |
| 9    | Kay Schrøder       | Dinamarca      | 0 | 8 |

| Pos. | Tirador                   | Nació          | V | D |
| ---- | ------------------------- | -------------- | - | - |
| 1    | Aldo Nadi                 | Itàlia         | 6 | 0 |
| 2    | Ivan Osiier               | Dinamarca      | 4 | 2 |
| 3    | Lionel Bony de Castellane | França         | 4 | 2 |
| 4    | Roland Willoughby         | Regne Unit     | 3 | 3 |
| 4    | Emile Dufrane             | Bèlgica        | 3 | 3 |
| 6    | Josef Jungmann            | Txecoslovàquia | 1 | 5 |
| 7    | Nils Hellsten             | Suècia         | 0 | 6 |

| Pos. | Tirador            | Nació          | V | D |
| ---- | ------------------ | -------------- | - | - |
| 1    | Abelardo Olivier   | Itàlia         | 7 | 1 |
| 2    | Marcel Cuypers     | Bèlgica        | 6 | 2 |
| 2    | Marcel Perrot      | França         | 6 | 2 |
| 4    | Georg Hegner       | Dinamarca      | 4 | 4 |
| 4    | Adrianus de Jong   | Països Baixos  | 4 | 4 |
| 6    | Joseph Parker      | Estats Units   | 3 | 5 |
| 6    | Josef Javůrek      | Txecoslovàquia | 3 | 5 |
| 8    | Robert Montgomerie | Regne Unit     | 2 | 6 |
| 9    | Hans Törnblom      | Suècia         | 1 | 7 |

| Pos. | Tirador           | Nació        | V | D |
| ---- | ----------------- | ------------ | - | - |
| 1    | Federico Cesarano | Itàlia       | 4 | 0 |
| 2    | Charles Crahay    | Bèlgica      | 3 | 1 |
| 3    | Francis Honeycutt | Estats Units | 2 | 2 |
| 4    | Ahmed Hassanein   | Egipte       | 1 | 3 |
| 5    | Verner Bonde      | Dinamarca    | 0 | 4 |

| Pos. | Tirador          | Nació          | V | D |
| ---- | ---------------- | -------------- | - | - |
| 1    | Philippe Cattiau | França         | 6 | 0 |
| 2    | Pietro Speciale  | Itàlia         | 4 | 2 |
| 3    | Knut Enell       | Suècia         | 4 | 2 |
| 4    | Philip Doyne     | Regne Unit     | 2 | 4 |
| 4    | František Dvořák | Txecoslovàquia | 2 | 4 |
| 4    | Marcel Berré     | Bèlgica        | 2 | 4 |
| 7    | Jan van der Wiel | Països Baixos  | 1 | 5 |

| Pos. | Tirador            | Nació        | V | D |
| ---- | ------------------ | ------------ | - | - |
| 1    | Roger Ducret       | França       | 5 | 0 |
| 2    | Oreste Puliti      | Itàlia       | 4 | 1 |
| 3    | Robert de Schepper | Bèlgica      | 3 | 2 |
| 4    | Thomas Wand-Tetley | Regne Unit   | 2 | 3 |
| 5    | George Calnan      | Estats Units | 1 | 4 |
| 6    | Aage Berntsen      | Dinamarca    | 0 | 5 |

| Pos. | Tirador             | Nació          | V | D |
| ---- | ------------------- | -------------- | - | - |
| 1    | Orphile de Montigny | Bèlgica        | 5 | 0 |
| 2    | Tommaso Costantino  | Itàlia         | 4 | 1 |
| 3    | Félix Vigeveno      | Països Baixos  | 3 | 2 |
| 4    | Edgar Seligman      | Regne Unit     | 2 | 3 |
| 5    | Antonín Mikala      | Txecoslovàquia | 1 | 4 |
| 6    | Leonard Schoonmaker | Estats Units   | 0 | 5 |

### Semifinals
Es disputen quatre semifinals. Els tres primers de cadascuna passen a la final.
| Pos. | Tirador                   | Nació        | V | D |
| ---- | ------------------------- | ------------ | - | - |
| 1    | Nedo Nadi                 | Itàlia       | 5 | 0 |
| 2    | Oreste Puliti             | Itàlia       | 4 | 1 |
| 3    | Roger Ducret              | França       | 3 | 2 |
| 4    | Lionel Bony de Castellane | França       | 2 | 3 |
| 5    | Robert de Schepper        | Bèlgica      | 1 | 4 |
| 6    | Francis Honeycutt         | Estats Units | 0 | 5 |

| Pos. | Tirador          | Nació          | V | D |
| ---- | ---------------- | -------------- | - | - |
| 1    | Aldo Nadi        | Itàlia         | 4 | 1 |
| 1    | Philippe Cattiau | França         | 4 | 1 |
| 3    | Marcel Perrot    | França         | 3 | 2 |
| 4    | Marcel Cuypers   | Bèlgica        | 2 | 3 |
| 5    | Einar Levison    | Dinamarca      | 1 | 4 |
| 6    | Viliam Tvrzský   | Txecoslovàquia | 1 | 4 |

| Pos. | Tirador             | Nació     | V | D |
| ---- | ------------------- | --------- | - | - |
| 1    | Georges Trombert    | França    | 4 | 1 |
| 2    | Orphile de Montigny | Bèlgica   | 4 | 1 |
| 3    | Ivan Osiier         | Dinamarca | 3 | 2 |
| 4    | Tommaso Constantino | Itàlia    | 2 | 3 |
| 4    | Charles Crahay      | Bèlgica   | 2 | 3 |
| 6    | Federico Cesarano   | Itàlia    | 0 | 5 |

| Pos. | Tirador          | Nació         | V | D |
| ---- | ---------------- | ------------- | - | - |
| 1    | André Labatut    | França        | 5 | 0 |
| 2    | Abelardo Olivier | Itàlia        | 4 | 1 |
| 3    | Pietro Speciale  | Itàlia        | 2 | 3 |
| 4    | Félix Vigeveno   | Països Baixos | 2 | 3 |
| 5    | Jean Verbrugghe  | Bèlgica       | 1 | 4 |
| 6    | Knut Enell       | Suècia        | 1 | 4 |

### Final
| Pos. | Tirador             | Nació     | V  | D  | Tocats |
| ---- | ------------------- | --------- | -- | -- | ------ |
| 1    | Nedo Nadi           | Itàlia    | 10 | 1  |        |
| 2    | Philippe Cattiau    | França    | 9  | 2  | 14     |
| 3    | Roger Ducret        | França    | 9  | 2  | 19     |
| 4    | André Labatut       | França    | 7  | 4  |        |
| 5    | Aldo Nadi           | Itàlia    | 6  | 5  | 19     |
| 6    | Orphile de Montigny | Bèlgica   | 6  | 5  | 27     |
| 7    | Oreste Puliti       | Itàlia    | 5  | 6  |        |
| 8    | Ivan Osiier         | Dinamarca | 4  | 7  |        |
| 9    | Abelardo Olivier    | Itàlia    | 3  | 8  |        |
| 10   | Georges Trombert    | França    | 3  | 8  |        |
| 11   | Marcel Perrot       | França    | 3  | 8  |        |
| 12   | Pietro Speciale     | Itàlia    | 1  | 10 |        |